# Bo Gu
Bo Gu (xinès simplificat: 博古 ) (Wuxi, 1907 - Shanxi, 1946) va ser un polític xinès. Un dels primers líders del Partit Comunista Xinès, membre del grup denominat com dels vint-i-vuit bolxevics. Va ser secretari general del Partit de 1931 a 1935.

## Biografia
Bo Gu, de nom real Qin Bangxian (秦邦憲) va néixer a finals de la dinastia Qing, el 14 de maig de 1907, a Wuxi, província de Jiangsu (Xina).

#### Formació i primers anys
En els seus primers anys Qin va estudiar a l'escola industrial de Suzhouva on hi va tenir un paper actiu en les activitats contra el govern imperial i els senyors de la guerra. El 1925 Qin va entrar a la Universitat de Shanghai, una universitat coneguda pel seu impacte en els joves revolucionaris de l'època i a on va entrar en contacte amb les idees del marxisme i el leninisme. Del 1926 al 1930 va estudiar a la Universitat Sun Yat-sen a Moscou on va tenir de professor a Pàvel Mif que era assessor per temes relacionats amb la Xina, del polític comunista búlgar i Primer Ministre de Bulgària, Gueorgui Dimitrov; allà va conèixer altres estudiants xinesos com Wang Ming i Zhang Wentian que més tard van ser coneguts amb el nom de els "28 bolxevics" o "Estudiants retornats". Va ser a Moscou on va començar a utilitzar el pseudònim de Bo Gu (havia utilitzat un nom rus que es va transliterar a "Bogunov" en xinès).

#### Secretari General
Quan els "28 bolxevics" van tornar a la Xina, inicialment , davant la seva inexperiència en els afers locals que en si que tenien altres com Zhou Enlai i Zhang Guotao, van ocupar càrrecs irrellevants fins al moment en què amb el suport de Pavel Mif que va arribar a la Xina com a enviat de la Komintern, a la 4a Reunió Plenària del 6è Congrés Nacional del PCX l'any 1931, Wang Ming i Bo Gu van iniciar un procés d'ascens, Wang com a Secretari General del Partit entre juny i setembre de 1931, fins al moment que va tornar a marxar a Moscou i va ser substituït per Bo Gu que va ocupar el càrrec fins al gener de 1935.

#### Llarga Marxa
El 1934 durant la Llarga Marxa l'exercit de la República Soviètica de la Xina (també referenciada com a Soviet de Jiangxi-Fujian) tenia una direcció militar formada per Zhu De, Zhou Enlai, Otto Braun (assessor del Komintern o III Internacional) i Bo Gu van acordar que els comunistes davant de la pressió de l'exercit dels nacionalistes havien d'abandonar el soviet, però més tard, a principis de gener i després de lluites internes entre els dirigents comunistes, durant la conferència de Zunyi, on Mao Zedong ja tenia capacitat decisòria, Bo Gu i Otto Braun van ser apartats, acusats de la desfeta de l'exercit, i apartats de la línies de poder. Més tard Mao, que fins al moment era l'adjunt de Zhou Enlai, el va substituir com a responsable militar. A partir d'aquests fets Bo Gu mai més tindria la confiança plena de Mao.

#### Darrers anys
Malgrat la situació dels anys de la Llarga Marxa, Boi Gu va tornar a tenir un paper important quan va formar part del grup de dirigents comunistes que van negociar, (durant la invasió japonesa) amb els nacionalistes, el procés que s'ha definit com l'Incident de Xi'an desembre de 1936). Posteriorment el 1945 després del final de la Segona Guerra Mundial, Mao el va convidar a participar en les reunions entre le Partit Comunista i el Guomindang.
Més tard va ocuparaltres càrrecs importants, va ser el cap de l'Agència de Notícies Xinhua (1941) i va continuar sent membre del Comitè Central del Partit (1945).
Va morir el 8 d'abril de 1946. Quan Bo tornava a Yan'an, va morir en un accident d'avió a Shanxi. Entre les altres víctimes hi havia diversos líders del PCX com el general Ye Ting, el cap de la policia secreta Deng Fa i Wang Ruofei.